# 天威视讯
深圳市天威视讯股份有限公司（深交所：002238），简称天威视讯，是中国深圳证券交易所的一家上市公司，主营业务包括有线电视网络的规划建设、经营管理、维护和广播电视节目的接收、集成、传输，以传输视频信息和开展网上多功能服务。公司成立于1995年7月18日，现为深圳广播电影电视集团的子公司。2017年，公司实现营业收入15.9亿元，同比下降6.03%；实现净利润2.36亿元，同比下降22.79%。

## 历史

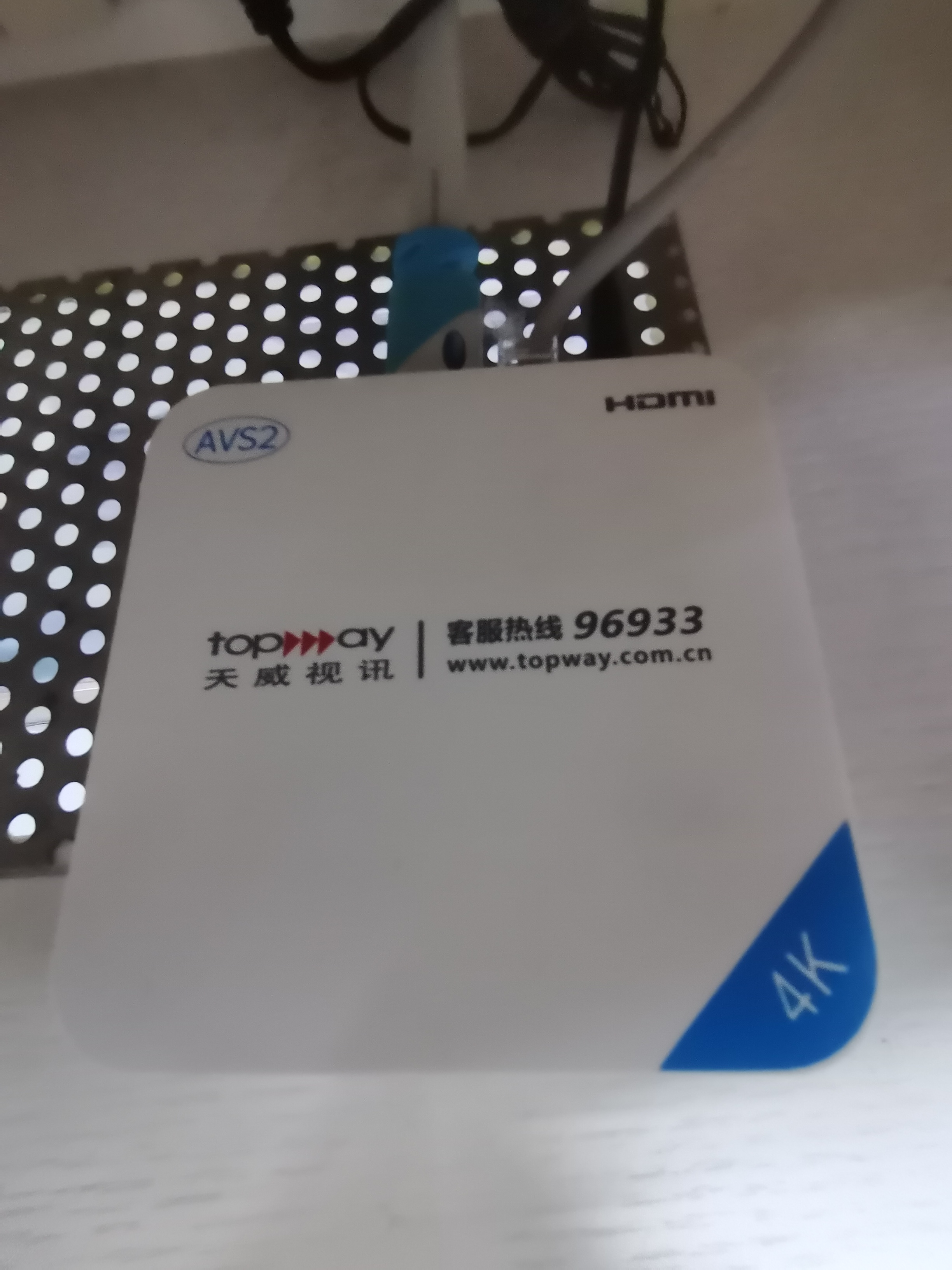
天威视讯小威4K IP机顶盒（创维E900V21C)

天威视讯创立于1995年7月18日，由原深圳有线广播电视台（现深圳广播电影电视集团）、深圳市鸿波通讯投资开发公司、中国工商银行深圳市信托投资有限公司、深圳深大电话有限公司等共同发起设立。
最先是作为深圳有线广播电视台从事有线电视网络维护以及多功能增值业务开发的经营实体开设，1996年由天威主导深圳有线广播电视综合信息网络系统率先通过国家部级验收，被深圳市政府列为信息化实验小区重点项目。
1997年，位于福田区彩田路的深圳有线广播电视技术大楼（现深广电彩田基地）落成，此后天威视讯以此地为总部至今。同年成立深圳天威数据网络有限公司，推出有线电视网络数据传输业务。
1998年，加密传送境外电视节目试点工作通过国家广电总局主持的验收，之后开始加密传输境外电视频道的业务。
1999年 原深圳特区内（福田区、南山区除蛇口工业区以外、罗湖区，下同）有线广播电视网络实现联网。天威数据网成功开通从深圳直达香港、美国等地的国际出口链路。
2001年 由公司主导深圳有线数字电视项目获得国家计委立项。
至2002年网络覆盖当时深圳特区内除蛇口工业区以外的地区。其有线电视网线箱均同时带有天威标志和深圳有线广播电视台台标。
随着深圳实施有线电视网络“网台分离”以及广电资源整合，2002年3月19日，深圳有线广播电视台并入深圳电视台，天威视讯遂成为后者子公司。同年开始在原深圳特区内实验播出数字电视。
2003年 由公司主导的深圳有线数字电视正式开播。同时开办以“有线数字电视”和“有线宽频”命名的有线数字电视和有线宽带业务两项新业务。
2007年12月1日  天威客户服务热线全面升级，原深圳有线数字电视客服热线83060333及原有线宽频服务热线83060666并号升级为特服短号96933。
2008年5月26日，在深圳证券交易所中小板挂牌上市。
2011年12月21日  天威视讯发布公告称，创始股东深大电话拟将持有的公司3120万股股份（占公司总股本的9.74%）变更为母公司中国电信持有。变更完成后，中国电信成为天威视讯第二大股东。
2012年6月11日  天威视讯披露资产重组预案，向大股东深圳广电集团和原特区外（龙岗区、坪山新区、宝安区、龙华区、光明新区）区级国资企业等对象发行不超过8500万股，购买预估值13.07亿元的原特区外有线电视网络资产（天隆广电网络、天宝广电网络、天明广电网络）；本次交易完成后，深圳全市（除蛇口街道办外）有线电视网络将实现并网运营和整体上市。

## 争议
2024年7月24日，深圳市中级人民法院发布民事判决书，深圳市天威视讯股份有限公司侵害上海翡翠东方传播有限公司广州分公司（即電視廣播有限公司在内地子公司）作品信息网络传播权，提供翡翠台、明珠台频道“回看”服务行为构成侵权。
法院一审显示，天威公司的行为侵害了翡翠广州公司对涉案电视剧作品所享有的信息网络传播权。二审再次认定天威公司侵害翡翠广州公司的信息网络传播权的行为属实无误，并确认天威公司需给予翡翠广州公司赔偿费用。
最终，深圳市中级人民法院审理认为，《会议纪要》作为初步磋商结果，不具备合同效力，而后续签订的《合作协议》并未明确授权广东广电公司对TVB频道节目享有信息网络传播权，因此广东广电公司无权再授权天威公司提供“回看”服务。法院认定天威公司的行为构成了对翡翠广州公司作品信息网络传播权的侵害。
至于赔偿金额，法院考虑了涉案作品的知名度、侵权行为性质、维权成本等因素，认为原一审判决的18万元赔偿额过高，判定深圳市天威视讯股份有限公司应于判决生效之日起十日内赔偿上海翡翠东方传播有限公司广州分公司经济损失及维权合理开支共计20000元。同时，法院还指出，深圳市天威视讯股份有限公司需承担案件一、二审的全部诉讼费用。